# Semana de los Objetivos Globales
La Semana de los Objetivos Globales (SOG) es un evento anual de una semana de duración en septiembre para la acción, la conciencia y la rendición de cuentas por los Objetivos de Desarrollo Sostenible. Fue creado en 2016.

## Historia
La Semana de los Objetivos Globales es un evento anual que tuvo lugar por primera vez en 2016. En ese año fue puesto a prueba por los socios organizadores Project Everyone, el Programa de las Naciones Unidas para el Desarrollo (PNUD) y la Fundación de las Naciones Unidas.
Está programado para coincidir con la "Semana de alto nivel" de la Asamblea General de las Naciones Unidas en Nueva York. La semana incluye muchos eventos, cumbres, conferencias, foros, talleres, compromisos, etc. en Nueva York pero también en todo el mundo. Por lo general, se lleva a cabo junto con Climate Week NYC, la conferencia anual de Fundación Gates, el Foro Global de Negocios Bloomberg y muchos otros eventos de alto nivel.

## 2020
La Semana de los Objetivos Globales se llevará a cabo del 18 al 26 de septiembre de 2020. Será solo en línea, debido a la pandemia de COVID-19. El plan es "cultivar ideas, identificar soluciones y construir asociaciones para poder de resolver una amplia gama de complejos problemas globales, desde la desigualdad hasta el cambio climático".